# Caroline Dolehide
Caroline Dolehide (født 5. september 1998 i Hinsdale, Illinois, USA) er en professionel tennisspiller fra USA.